# Icarus (film)
Icarus (také stylizováno jako Dolph Lundgren is The Killing Machine) je kanadský akční film z roku 2010, v němž hraje a který režíroval Dolph Lundgren. Ve filmu dále hrají David Lewis, Samantha Ferris a Bo Svenson. Film se točí kolem Edwarda Genna, bývalého sovětského nájemného vraha známého jako "Ikarus". Po rozpadu Sovětského svazu se přestěhoval do Spojených států, aby začal nový život, ale jeho minulost ho dostihne.

## Zápletka
Genn (Dolph Lundgren) je pro své okolí rozvedený otec pracující pro investiční společnost. Před rozpadem Sovětského svazu však byl spící agent známý v Americe jako Ikarus.
Nehoda v Hongkongu odhalí Ikarovu identitu, a on se stane terčem zabijáků. Lidé, kteří ho chtějí mrtvého, se před ničím nezastaví. Aby se k němu dostali znamená jít po tom, na čem mu nejvíce záleží – po jeho ženě a dceři.
Ikarus musí bojovat o svůj život a chránit své blízké, zatímco odhaluje, kdo ho pronásleduje.

## Obsazení
- Dolph Lundgren jako Edward "Eddie" Genn / Ikarus
- David Lewis jako pan Graham
- Samantha Ferris jako Kerr
- Bo Svenson jako Vadim Vorošilov
- Stefanie von Pfetten jako Joey
- Lindsay Maxwell jako April
- John Tench jako Serge
- Katelyn Mager jako Taylor
- Monique Ganderton jako Kim